# Miniaturpark Loireschlösser
Koordinaten: 47° 23′ 32″ N, 1° 0′ 12″ O
Der Miniaturpark Loireschlösser (frz. Mini-Châteaux Val de Loire oder Parc Mini-Châteaux) ist ein Miniaturpark in Frankreich, der die 44 bekanntesten Schlösser der Loire zeigt.

## Hintergrund
Der Miniaturpark erstreckt sich über eine Fläche von zwei Hektar. Er liegt am Stadtrand von Amboise im Département Indre-et-Loire etwa 20 Kilometer östlich von Tours, wo sich mit Schloss Amboise selbst ein Loireschloss befindet. Dort stehen 2000 Bonsaibäumchen zwischen den Schloss- und Burgmodellen, die im Maßstab 1:25 dargestellt sind.
Neben der Loireschlössern sind auch die Brücke von Briare, die Brücke von Digoin, sowie verschiedene in ständiger Bewegung befindliche Miniaturschiffe und Miniaturzüge zu sehen. Betreiber des Parks war bis 2011 CDA Parks. Inzwischen wurde er von der französischen Looping Group übernommen.

## Liste der Modelle
- Abtei Fontevrault
- Burg Chinon
- Burg Guillaume
- Schloss Amboise
- Schloss Angers
- Schloss Azay-le-Ferron
- Schloss Azay-le-Rideau
- Schloss Beauregard
- Schloss Blois
- Schloss Brissac
- Schloss Bouchet
- Schloss Chambord
- Schloss Chamerolles
- Schloss Champchevrier
- Schloss Chanteloup
- Schloss Châteaudun
- Schloss Chaumont
- Schloss Chenonceau
- Schloss Cheverny
- Schloss Clos Lucé
- Schloss Gizeux
- Schloss Jallanges
- Schloss La Bourdaisière
- Schloss La Bussière
- Schloss La Guerche
- Schloss Langeais
- Schloss Le Lude
- Schloss Les Réaux
- Schloss Loches
- Schloss Montpoupon
- Schloss Montrésor
- Schloss Montreuil-Bellay
- Schloss Nitray
- Schloss Sarzay
- Schloss Saumur
- Schloss Sully-sur-Loire
- Schloss Talcy
- Schloss Troussay
- Schloss Ussé
- Schloss Valençay
- Schloss Villandry

## Galerie

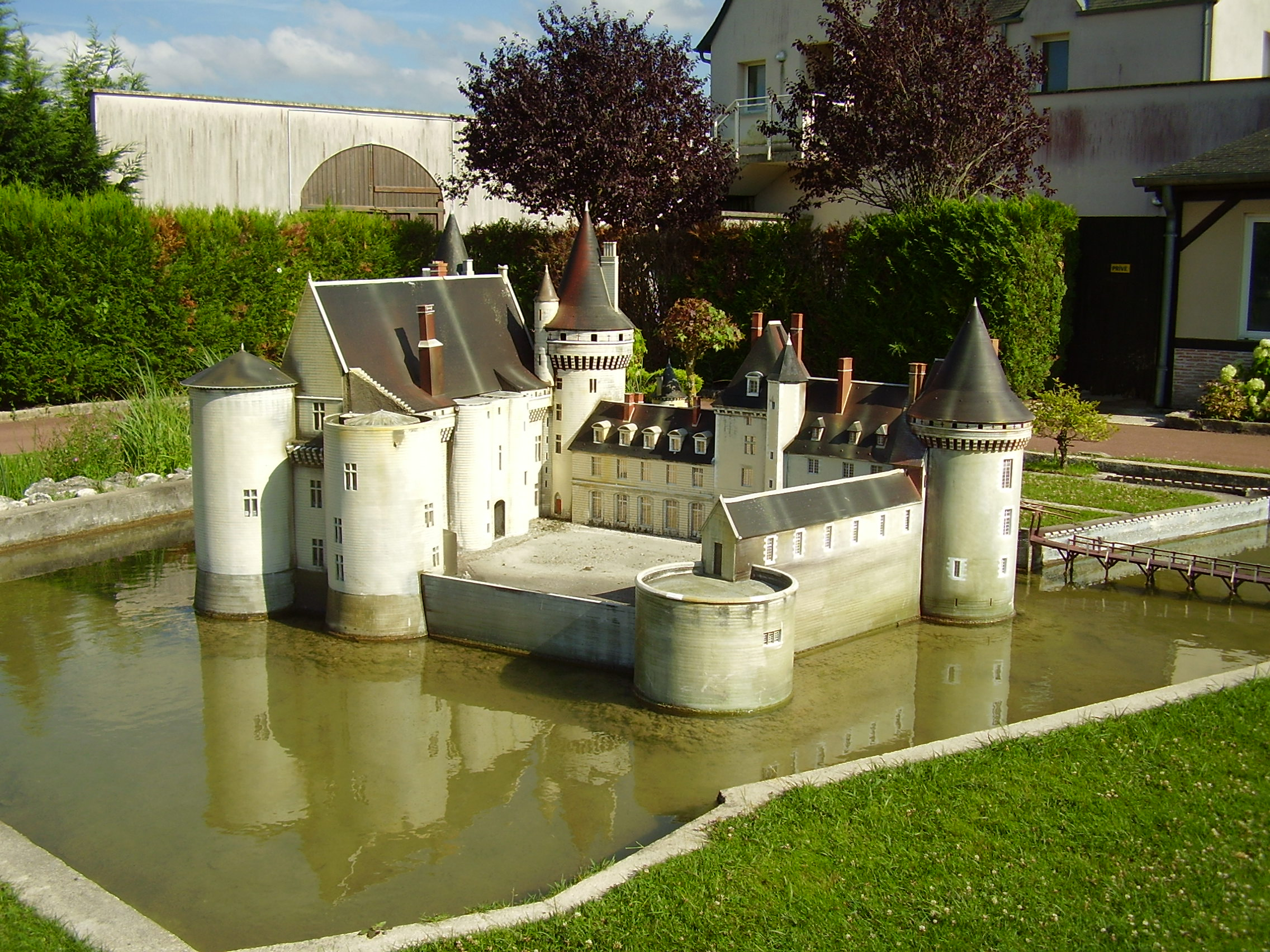
Schloss Sully-sur-Loire
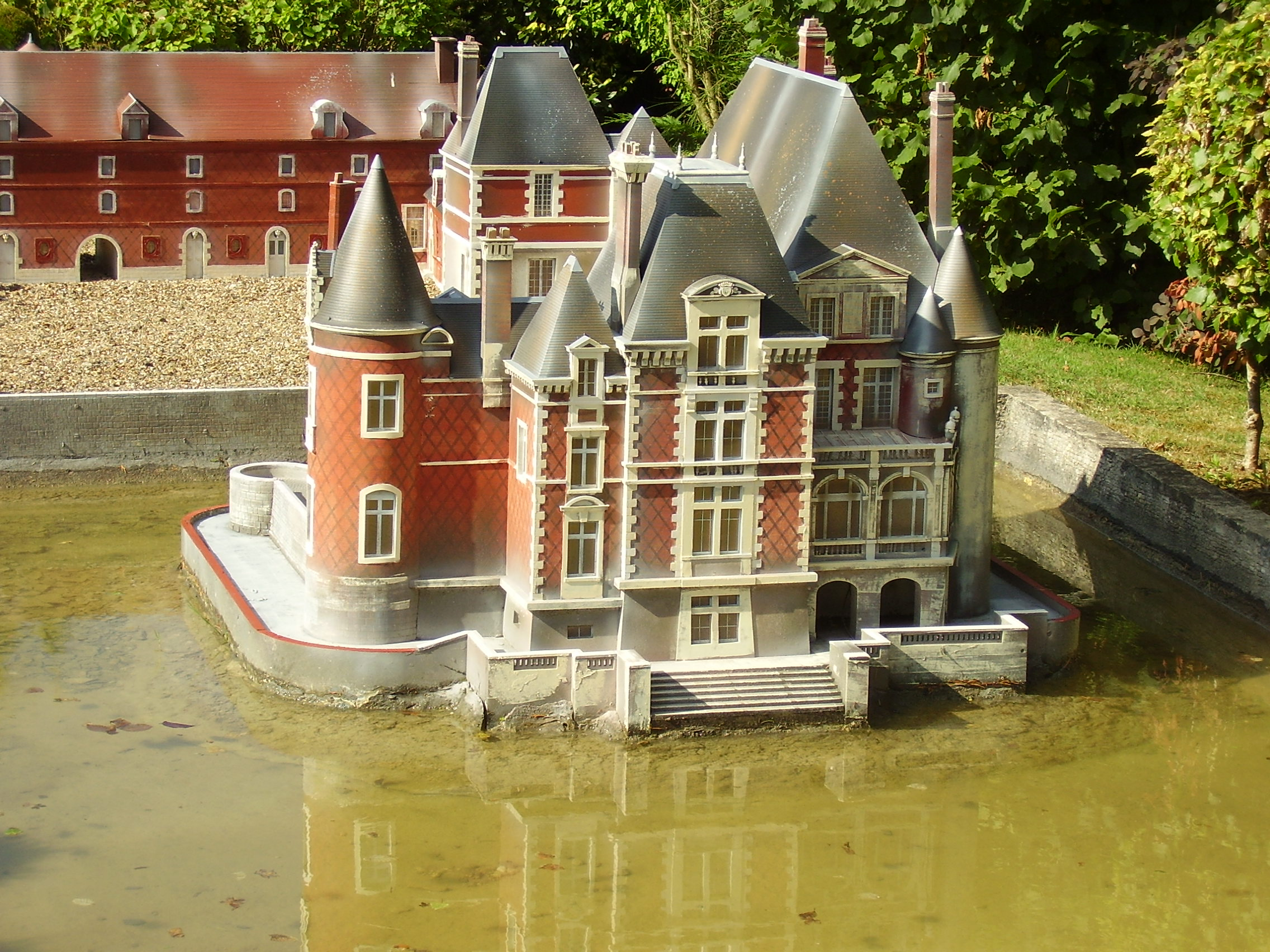
Schloss La Bussière
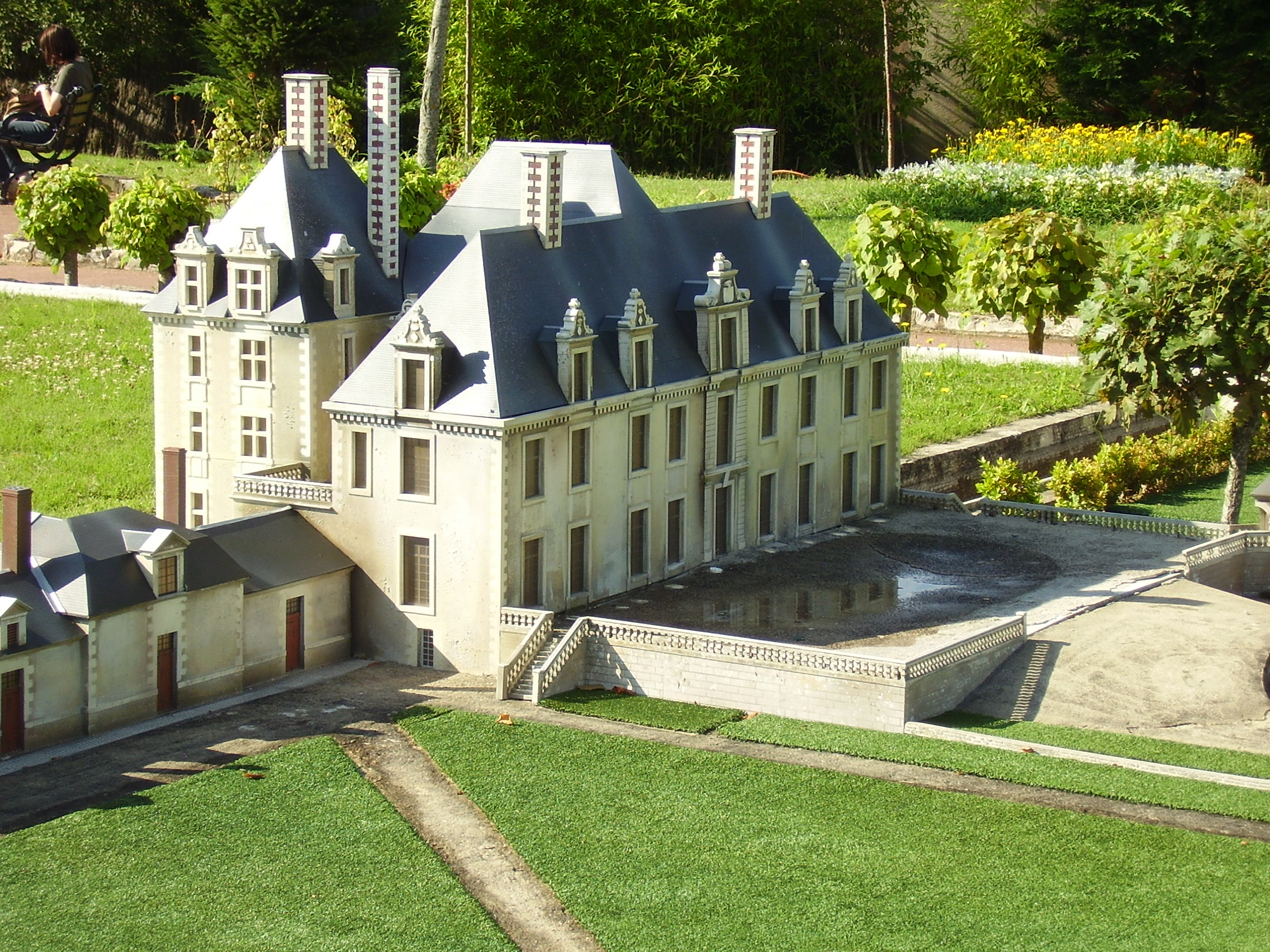
Schloss Champchevrier
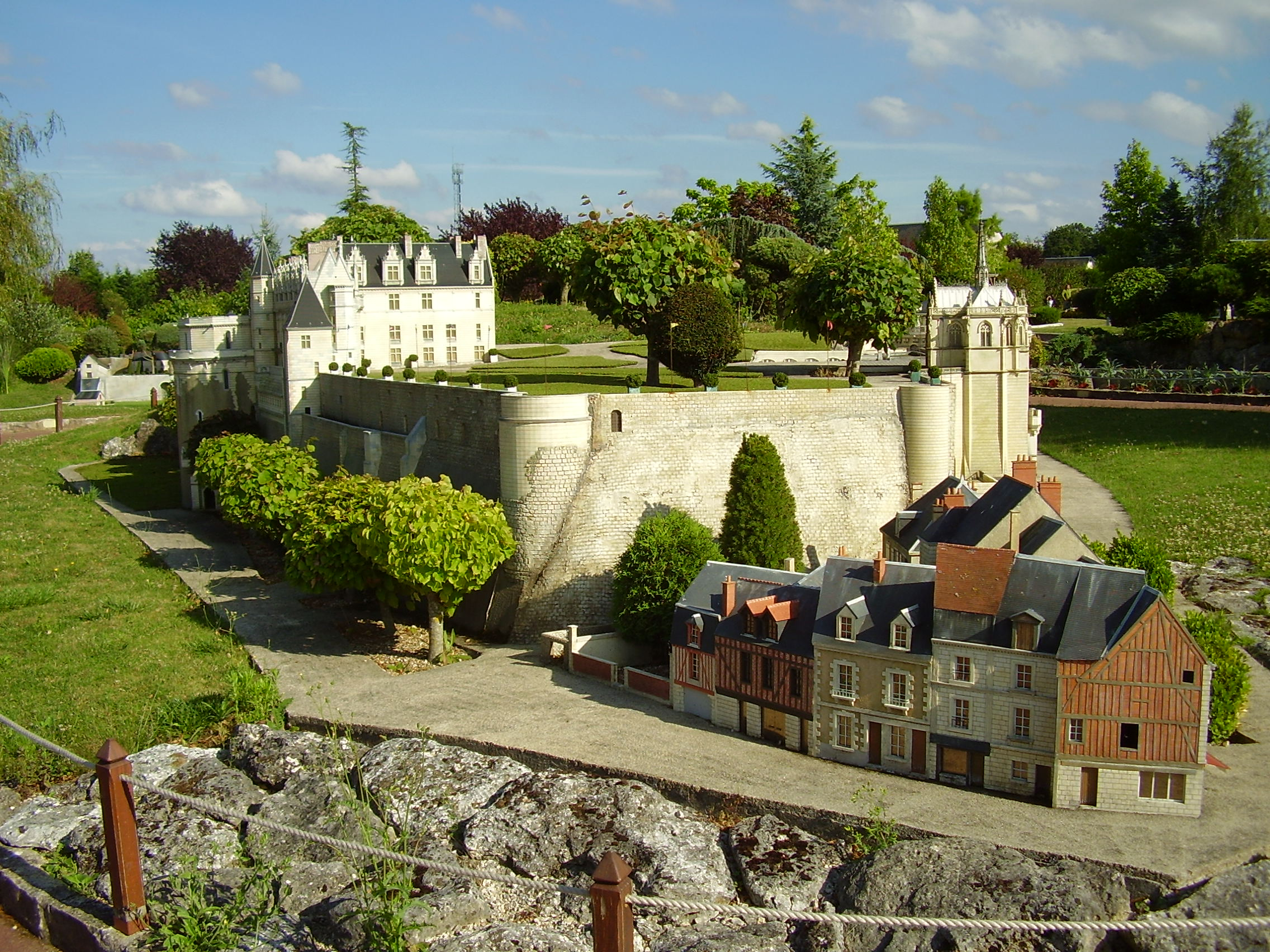
Schloss Amboise
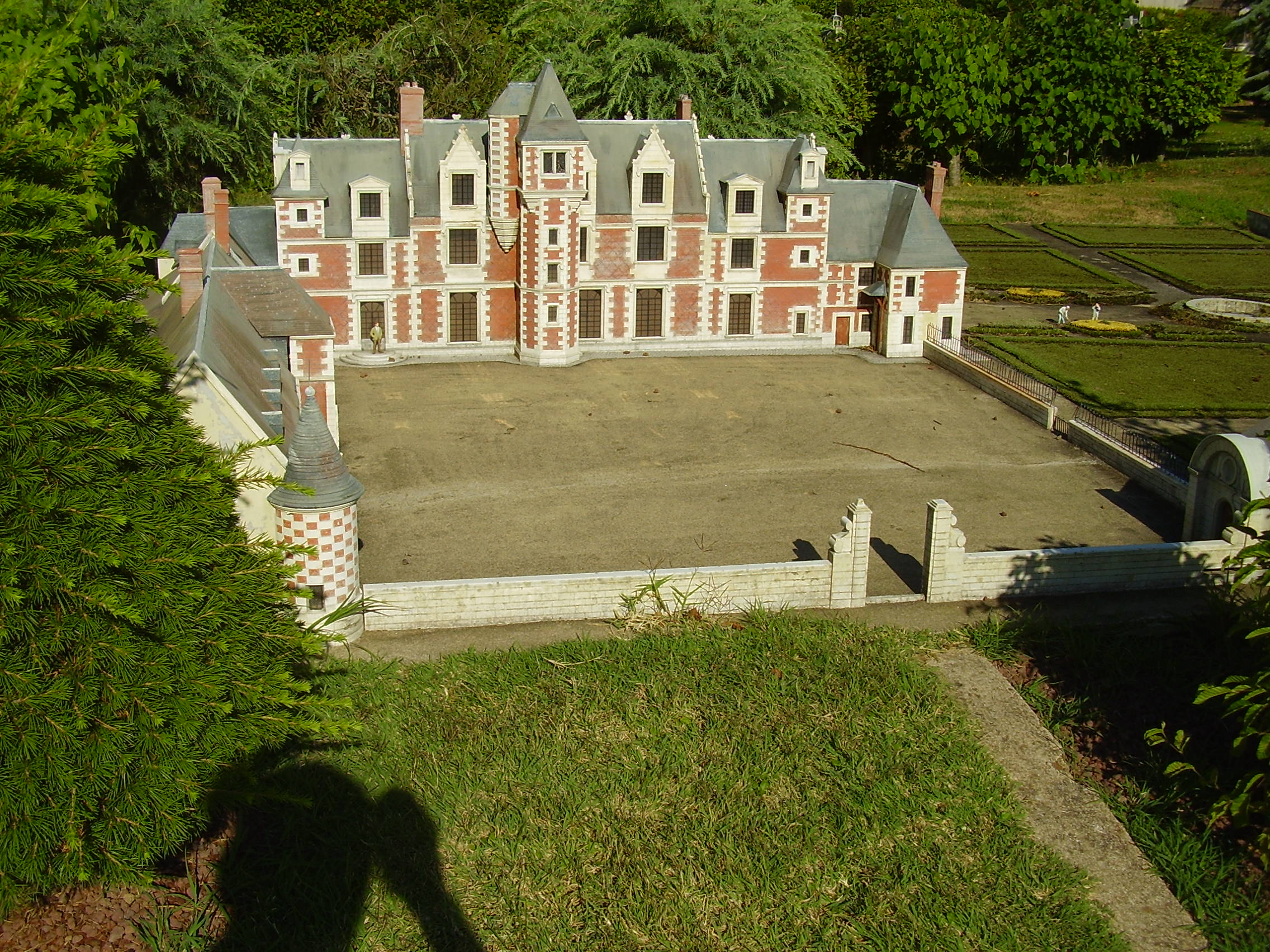
Schloss Jallanges
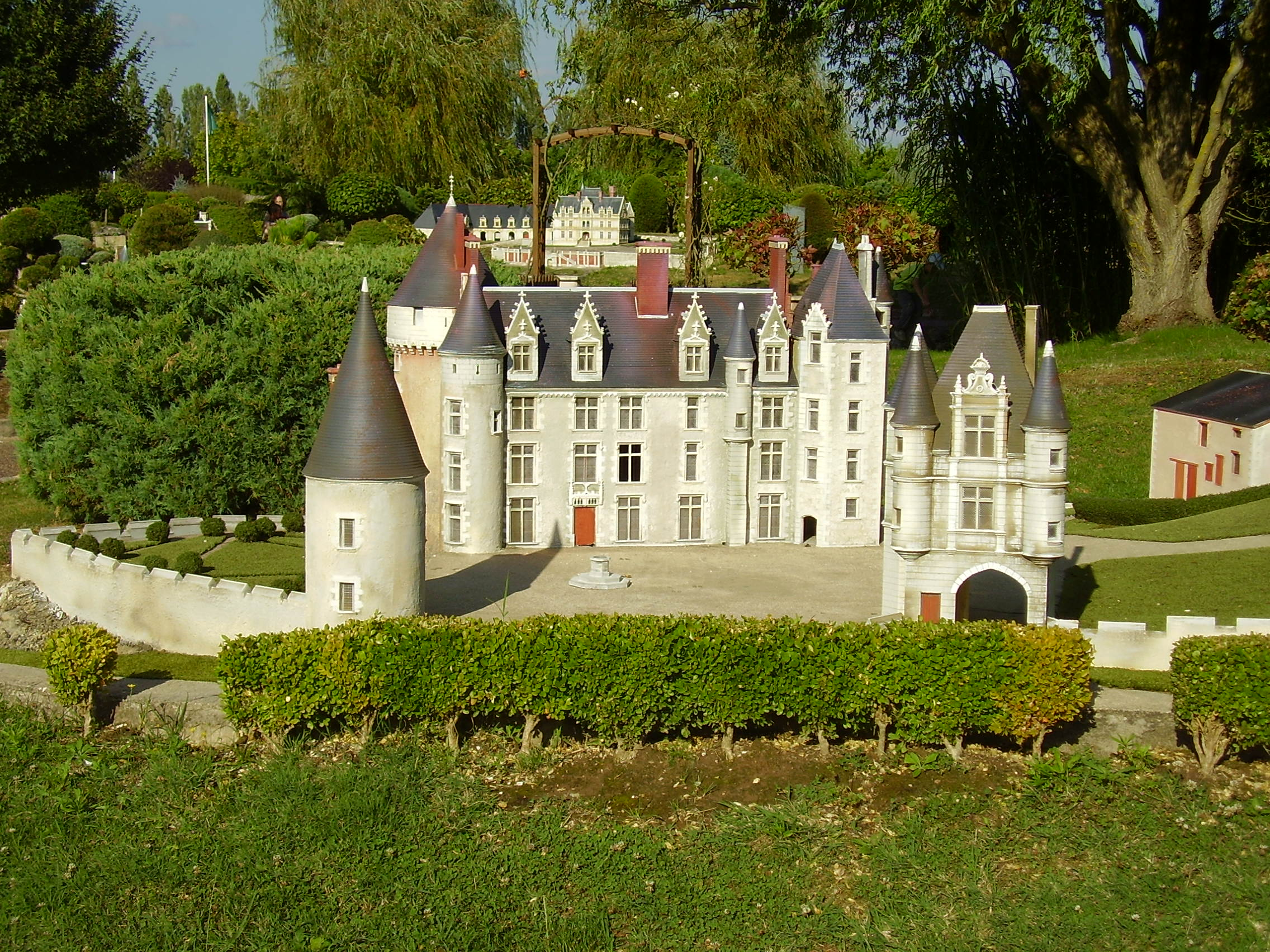
Schloss Montpoupon
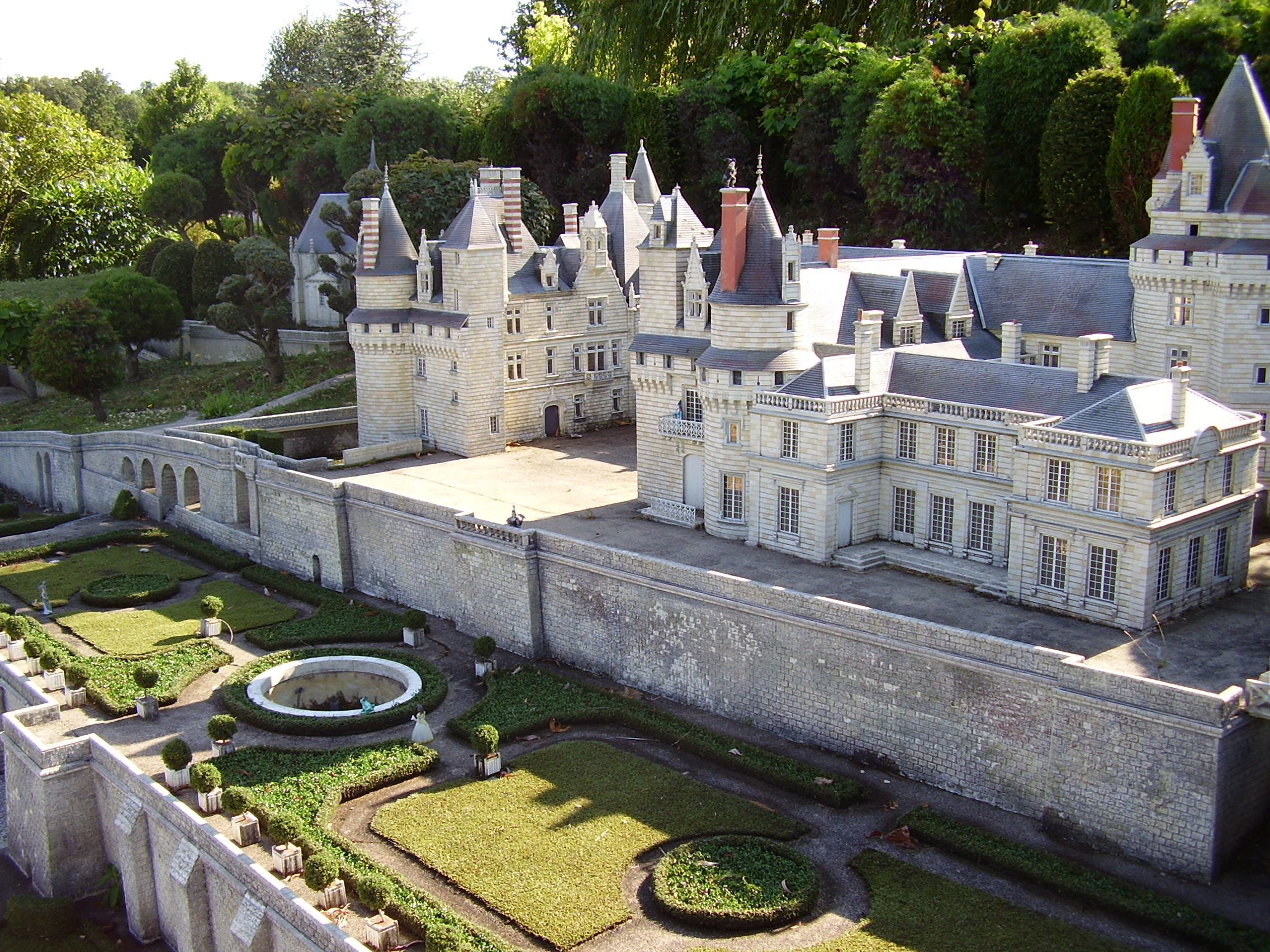
Schloss Ussé
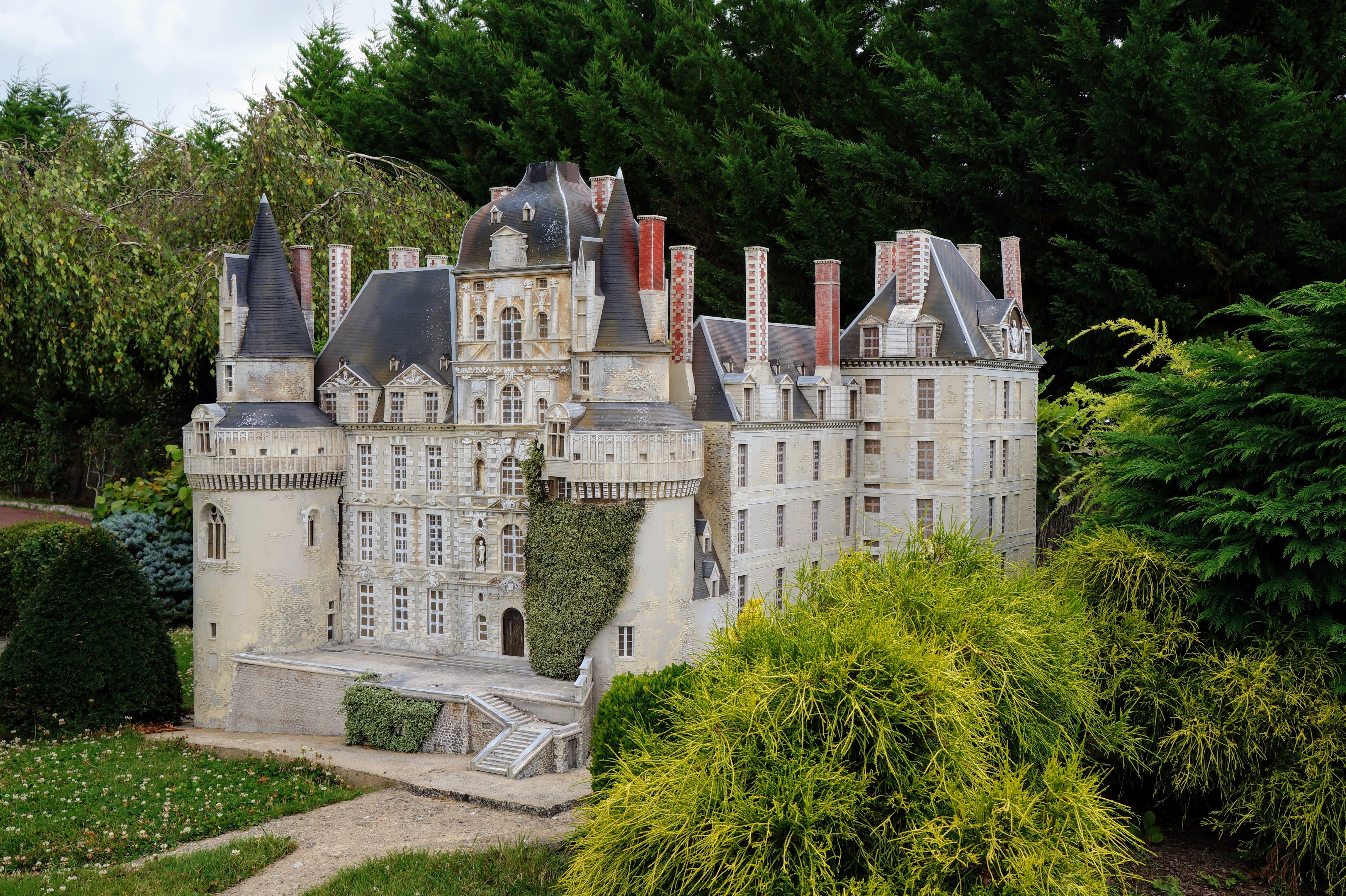
Schloss Brissac